# Saint-André-le-Gaz
Saint-André-le-Gaz ist eine französische Gemeinde mit 2.726 Einwohnern (Stand: 1. Januar 2022) im Département Isère in der Region Auvergne-Rhône-Alpes. Sie gehört administrativ zum Arrondissement La Tour-du-Pin und ist Teil des Kantons La Tour-du-Pin. Die Einwohner werden Saint-Andréens genannt.

## Geographie
Saint-André-le-Gaz wird im Norden und Osten vom Fluss Bourbre begrenzt. Saint-André-le-Gaz wird umgeben von den Nachbargemeinden La Bâtie-Montgascon im Norden, Fitilieu im Osten, Saint-Ondras im Südosten, Le Passage im Süden und Südwesten sowie Saint-Didier-de-la-Tour im Nordwesten.
Die Autoroute A43 führt an der nördlichen Gemeindegrenze entlang.

## Bevölkerungsentwicklung
| Jahr                       | 1962 | 1968 | 1975 | 1982 | 1990 | 1999 | 2006 | 2012 |
| Einwohner                  | 1311 | 1406 | 1526 | 1641 | 1903 | 1961 | 2291 | 2605 |
| Quellen: Cassini und INSEE |      |      |      |      |      |      |      |      |

## Sehenswürdigkeiten
- Kirche Saint-André mit Glockenturm
- Schloss Verel